# 2005년 지중해 게임
2005년 지중해 게임(스페인어: Juegos Mediterráneos de 2005)은 제15회 지중해 게임으로 2005년 6월 24일부터 7월 3일까지 스페인 알메리아에서 열렸다. 21개국 3203명의 선수가 참가했으며 27개 종목이 진행되었다. 
이탈리아가 가장 많은 금메달을 획득하면서 종합 메달 순위 1위에 올랐다.

## 종목
- 가라테
- 골프
- 농구
- 레슬링
- 론볼
- 리듬 체조
- 배구
- 비치발리볼
- 복싱
- 사격
- 사이클
- 수구
- 수영
- 승마
- 양궁
- 역도
- 요트
- 유도
- 육상
- 조정
- 카누
- 체조
- 축구
- 탁구
- 테니스
- 펜싱
- 핸드볼

## 참가국
제15회 지중해 게임에는 총 21개 국가가 참가했다.
- 그리스 (341)
- 레바논 (20)
- [[파일:{{{국기그림-1977}}}|22x20px|border |alt=리비아의 기]] 리비아 (29)
- 모나코 (16)
- 모로코 (142)
- 몰타 (16)
- 보스니아 헤르체고비나 (49)
- 산마리노 (33)
- 세르비아 몬테네그로 (153)
- 스페인 (463) (개최국)
- 슬로베니아 (159)
- 시리아 (30)
- 알바니아 (58)
- 알제리 (114)
- 이탈리아 (397)
- 이집트 (137)
- 크로아티아 (200)
- 키프로스 (36)
- 튀니지 (124)
- 튀르키예 (300)
- 프랑스 (368)

## 메달 집계
개최국
| 순위 | 국가                                                                   | 금메달 | 은메달 | 동메달 | 합계 |
| ---- | ---------------------------------------------------------------------- | ------ | ------ | ------ | ---- |
| 1    | 이탈리아                                                               | 57     | 40     | 56     | 153  |
| 2    | 프랑스                                                                 | 56     | 51     | 46     | 153  |
| 3    | 스페인                                                                 | 45     | 59     | 48     | 152  |
| 4    | 튀르키예                                                               | 20     | 24     | 29     | 73   |
| 5    | 이집트                                                                 | 15     | 10     | 18     | 43   |
| 6    | 그리스                                                                 | 13     | 15     | 31     | 59   |
| 7    | 튀니지                                                                 | 10     | 8      | 17     | 35   |
| 8    | 슬로베니아                                                             | 10     | 8      | 17     | 35   |
| 9    | 알제리                                                                 | 9      | 5      | 11     | 25   |
| 10   | 세르비아 몬테네그로                                                    | 8      | 9      | 15     | 32   |
| 11   | 크로아티아                                                             | 5      | 10     | 11     | 26   |
| 12   | 모로코                                                                 | 3      | 6      | 3      | 12   |
| 13   | 시리아                                                                 | 1      | 5      | 5      | 11   |
| 14   | 키프로스                                                               | 1      | 4      | 2      | 7    |
| 15   | 보스니아 헤르체고비나                                                  | 1      | 2      | 3      | 6    |
| 16   | [[파일:{{{국기그림-1977}}}\|22x20px\|border \|alt=리비아의 기]] 리비아 | 1      | 0      | 1      | 2    |
| 17   | 알바니아                                                               | 0      | 2      | 4      | 6    |
| 18   | 산마리노                                                               | 0      | 1      | 0      | 1    |
| 19   | 몰타                                                                   | 0      | 0      | 1      | 1    |
| 합계 | 합계                                                                   | 258    | 258    | 316    | 832  |